# Anika Wells
Pour les articles homonymes, voir Wells.
Anika Shay Wells, née le 11 août 1985 à South Brisbane (en), est une femme politique australienne, membre du Parti travailliste (ALP).
Depuis juin 2022, elle est ministre des Sports et, depuis mai 2025, ministre des Communications dans le gouvernement d'Anthony Albanese.

## Biographie
Elle est membre de la Chambre des représentants depuis les élections fédérales de 2019. Elle est membre du Parti travailliste et représente la circonscription de Lilley dans le Queensland.
Wells est actuellement ministre des soins aux personnes âgées (en) et ministre des sports (en) d'Australie (gouvernement Albanese).